# ТЕС Горонтало
0°28′1″ пн. ш. 122°0′23″ сх. д. / 0.46694° пн. ш. 122.00639° сх. д.
ТЕС Горонтало – теплова електростанція у Індонезії, на південному узбережжі північно-східного півострова острова Сулавесі.
В 2016-му на майданчику станції ввели в дію 4 встановлені на роботу у відкритому циклі газові турбіни потужністю по 25 МВт, призначені передусім для покриття пікових навантажень. Вони споживають нафтопродукти, проте за умови появи ресурсу природного газу можуть бути переведені на це паливо.
Видача продукції відбувається по ЛЕП, розрахованій на роботу під напругою 150 кВ.